# Jüdischer Friedhof Bergedorf
Der Jüdische Friedhof Bergedorf war ein heute nicht mehr vorhandener Privatfriedhof in Hamburg-Bergedorf.

## Geschichte

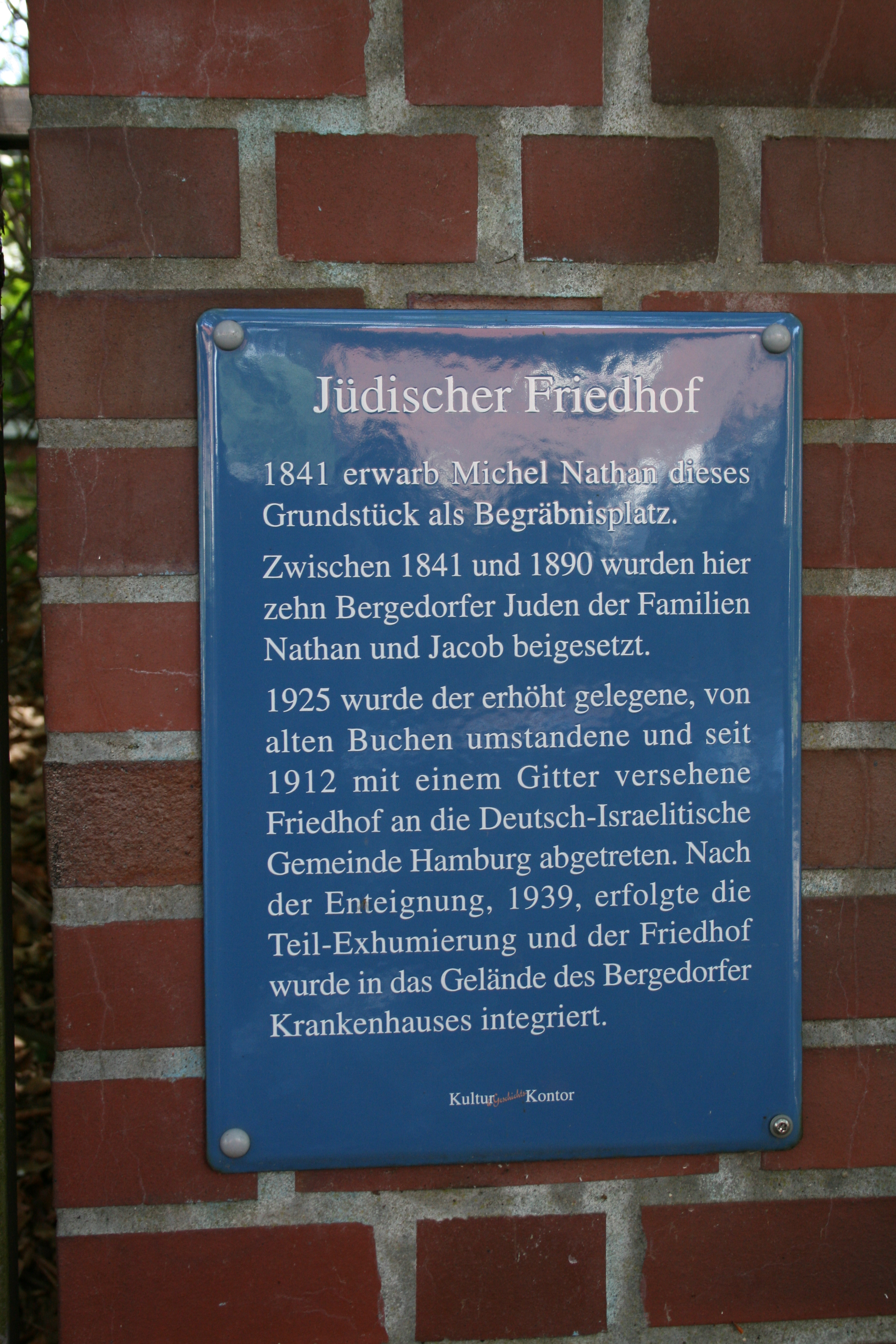
Gedenktafel für den Friedhof

Obwohl seit dem 18. Jahrhundert vermehrt im 19. Jahrhundert in Bergedorf Juden ansässig waren, bestand dort keine offizielle Gemeinde und kein jüdischer Friedhof. Für das Jahr 1838 ist eine private Betstube belegt, deren Inventar nach dem Tod des Besitzers versteigert wurde. 1813 erhielt der aus Polen stammende Michael Nathan das Bürgerrecht in Bergedorf. Er kaufte 1840 ein Grundstück von 80 Quadratruten (1516 m²) und ließ dort einen Privatfriedhof für seine Angehörigen anlegen. Hier wurden zwischen 1842 und 1890 elf Personen bestattet, von denen die meisten zur Familie Nathan gehörten.
In den 1880er Jahren suchte die Hamburger Gemeinde für strenggläubige Mitglieder nach einer Alternative zum neu angelegten Jüdischen Friedhof in Ohlsdorf. Deren Meinung nach war dort die ewige Totenruhe nicht gewährleistet, da der Friedhof der Gemeinde nicht als Eigentum gehörte. Die Besitzerfamilie Nathan war bereit, den Friedhof der Hamburger Gemeinde zu übertragen. Die Landherrenschaft Bergedorf gestattete dies Gesuch jedoch nicht, da eine Erweiterung des Friedhofes wegen der geplanten Bebauung der Gegend nicht möglich sei, und untersagte eine Bestattung von anderen als Angehörigen der Familie Nathan. Der Sonderfriedhof wurde schließlich auf preußischem Gebiet in Hamburg-Langenfelde errichtet.
1910 versuchte Bergedorf vergeblich, das nur zu einem Teil genutzte Gelände zu erhalten. 1911 willigten die Erben der Familien ein, das Grundstück der Stadt Hamburg für zehn Jahre für den Bau eines Krankenhauses zu überlassen. Bedingung war Wahrung und Einfriedung der erhaltenen Grabstellen. 1925 gelangte der Friedhof schließlich an die Deutsch-israelitische Gemeinde Hamburg und wurde 1938 mit ihrem gesamten Besitz von den  Nationalsozialisten enteignet. Die Toten wurden exhumiert und das Gelände teilweise überbaut. Heute befinden sich dort ein Park und ein Seniorenzentrum. Eine Gedenktafel an der Einfriedung erinnert heute an den Friedhof.